# Баэ, Турстейн
Турстейн Баэ (норв. Torstein Bae; род. 3 апреля 1979, Осло, Норвегия) — норвежский шахматист и шахматный функционер, международный мастер (2007).

## Биография

### Спортивная карьера

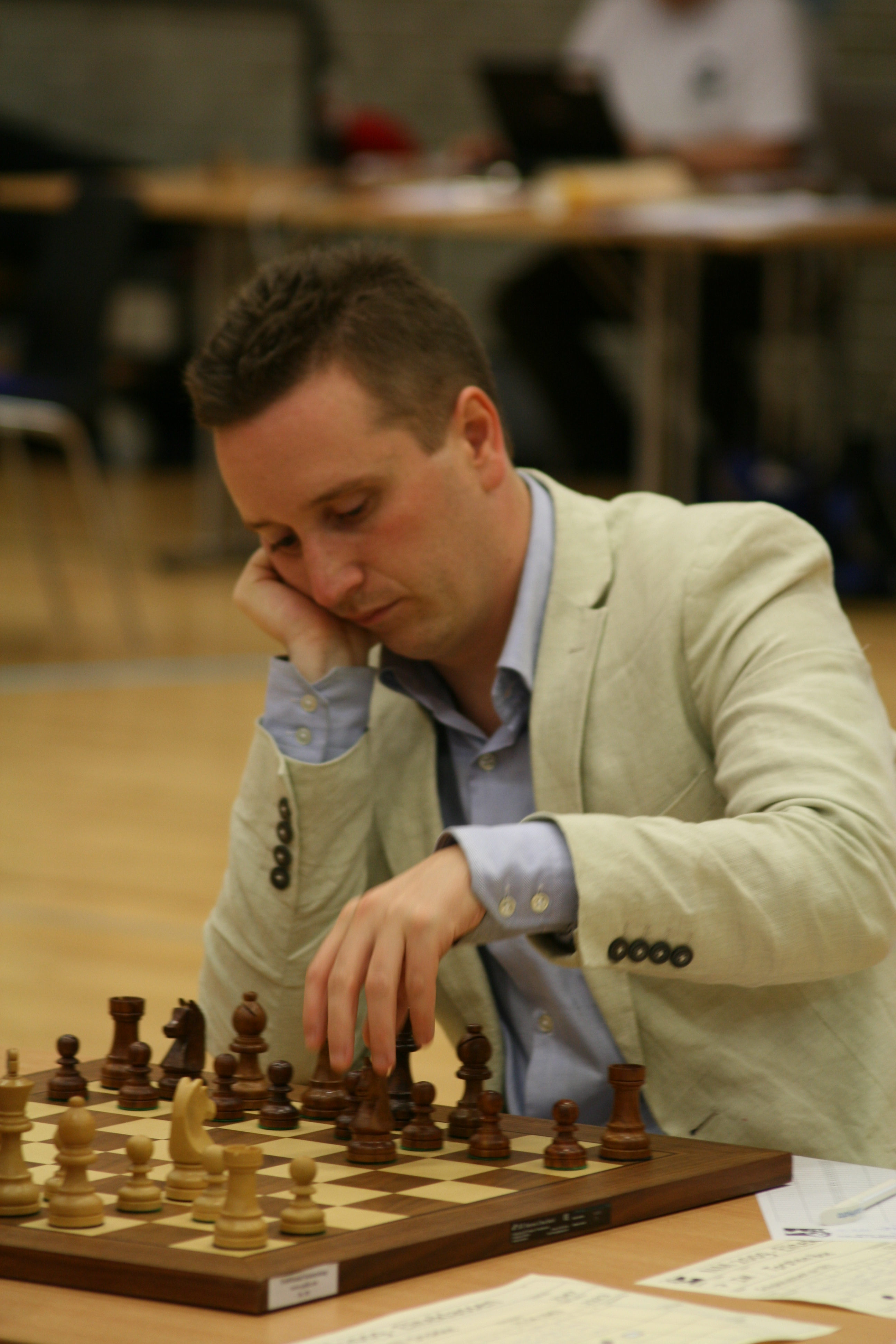
Во время чемпионата Норвегии 2009 г.

#### Практическая игра
Бронзовый призёр чемпионата Норвегии 2001 г. (разделил 2—4 места, медаль получил после подсчёта дополнительных показателей). Победитель открытого чемпионата Норвегии 2000 г. в классе В. Серебряный призёр открытого чемпионата Норвегии 2003 г. Победитель открытого чемпионата Норвегии по быстрым шахматам 2003 г. Бронзовый призёр турнира стран Баренцева моря 2003 г.
В составе сборной Норвегии участник двух шахматных олимпиад (2002 и 2012 гг.), командного чемпионата Европы 2005 г.
Участник чемпионата мира среди юниоров 1997 г.
Участник личного чемпионата Европы 2002 г.
В командных чемпионатах Норвегии выступает за клуб «Schakklubben av 1911» (Осло). В 2016 г. в составе сборной клуба стал победителем соревнования. Участвовал в Кубке европейских клубов 2008 г.

#### Деятельность в качестве функционера
С 2009 по 2013 гг. вместе с гроссмейстером Т. Р. Хансеном и международным мастером среди женщин С. Бьерке руководил работой клуба  «Schakklubben av 1911».
В период с 2004 по 2007 гг. занимал пост президента Норвежского шахматного союза. С 2006 по 2010 гг. был президентом зоны ФИДЕ.

#### Журналистская деятельность
С 2013 г. работает комментатором на телеканале «NRK Sjakk» (шахматном подразделении спортивного холдинга «NRK Sport»). В числе соревнований, на которых он работал, шахматная олимпиада 2014 г., чемпионат мира по шахматам Фишера 2019 г., несколько чемпионатов мира по блицу и рапиду. Помимо шахмат, комментирует также конькобежный спорт (наиболее значимое соревнование — Кубок мира сезона 2018 / 19 гг.). В 2020 г. был удостоен премии Норвежской вещательной корпорации.

### Юридическая деятельность
Имеет юридическое образование. Работал адвокатом и был управляющим партнёром компаний «Advokatfirmaet Legalis AS» и « Legal24 Advokatfirma AS», генеральным директором компании «Alt Legalt AS». Позже занял пост руководителя службы внутреннего аудита в Норвежском совете по делам беженцев, а также руководителя комитета экспертов по делам беженцев и гуманитарному праву в норвежской секции Международной комиссии юристов (ICJ-Norge).

### Политическая карьера
После терактов 2011 г. вступил в Социалистическую левую партию Норвегии. До 2017 г. руководил отделением партии в районе Эстенсьё (Осло).

## Семья
Дед: Уле Баэ (1902—1972), политик, губернатор фюльке Нур-Трёнделаг в 1964—1972 гг.
Брат деда: Ивар Баэ (1897—1967), политик и банкир, директор банка «Kristiansund sparebank» в 1933—1967 гг.
Отец: Уле Якоб Баэ (1938—2000), юрист, адвокат Верховного суда Норвегии.

## Основные спортивные результаты
| Год  | Город        | Соревнование                                            | + | − | = | Результат | Место  |
| ---- | ------------ | ------------------------------------------------------- | - | - | - | --------- | ------ |
| 1997 | Жагань       | Юниорский чемпионат мира                                | 2 | 4 | 7 | 5½ из 13  | [ 18 ] |
|      | Таллин       | Международный юношеский турнир                          | 6 | 2 | 3 | 7½ из 11  | 2      |
| 2000 | Аскер        | Чемпионат Норвегии                                      | 3 | 4 | 2 | 4 из 9    | 11—14  |
|      | Гаусдал      | Открытый чемпионат Норвегии (класс В)                   | 7 | 1 | 1 | 7½ из 9   | 1      |
| 2001 | Кристиансунн | Чемпионат Норвегии                                      | 5 | 2 | 2 | 6 из 9    | 2—4    |
| 2002 | Осло         | Международный турнир                                    | 5 | 2 | 2 | 6 из 9    | 3      |
|      | Батуми       | Чемпионат Европы                                        | 4 | 6 | 3 | 5½ из 13  | [ 26 ] |
|      | Рёрус        | Чемпионат Норвегии                                      |   |   |   | 4½ из 9   | 9—12   |
|      | Блед         | XXXV Олимпиада (сборная Норвегии, 4-я доска)            | 2 | 5 | 5 | 4½ из 12  |        |
| 2003 | Осло         | Открытый чемпионат Норвегии                             | 7 | 0 | 2 | 8 из 9    | 2      |
|      | Алта         | Турнир стран Баренцева моря                             | 3 | 0 | 3 | 4½ из 6   | 3      |
|      | Орхус        | Международный турнир                                    | 0 | 5 | 4 | 2 из 9    | 10     |
|      | Фредрикстад  | Чемпионат Норвегии                                      | 2 | 4 | 3 | 3½ из 9   | 19—21  |
| 2005 | Гётеборг     | Командный чемпионат Европы (сборная Норвегии, запасной) | 0 | 1 | 0 | 0 из 1    |        |
| 2006 | Мосс         | Чемпионат Норвегии                                      | 4 | 3 | 2 | 5 из 9    | 7—9    |
| 2008 | Калитея      | Кубок европейских клубов                                | 1 | 2 | 4 | 3 из 7    |        |
| 2009 | Берген       | Чемпионат Норвегии                                      | 3 | 2 | 4 | 5 из 9    | 7—10   |
| 2012 | Оломоуц      | Международный турнир                                    | 4 | 4 | 3 | 5½ из 11  | 4—6    |
|      | Стамбул      | LX Олимпиада (сборная Норвегии, 4-я доска)              | 5 | 2 | 2 | 6 из 9    |        |
| 2013 | Мангейм      | Международный турнир                                    | 2 | 5 | 2 | 3 из 9    | 8—9    |

## Изменения рейтинга
| Графики недоступны из-за технических проблем. См. информацию на Фабрикаторе и на mediawiki.org. |